# Solveig Pedersen
Solveig Pedersen (né le 6 septembre 1965) est une ancienne fondeuse norvégienne.

## Palmarès

### Jeux olympiques
- Jeux olympiques d'hiver de 1992 à Albertville  France:
  -  Médaille d'argent en relais 4 × 5 km

### Championnats du monde
- Championnats du monde de 1991 à Val di Fiemme  Italie:
  -  Médaille de bronze en relais 4 × 5 km